# Henning Munk Jensen
Henning Munk Jensen (12. ledna 1947 Tønder, Dánsko – 17. listopadu 2023) byl dánský fotbalista na pozici obránce. V letech 1968 a 1975 byl jmenován dánským fotbalistou roku, přičemž se stal ve 24 letech prvním hráčem, který cenu vyhrál dvakrát. V letech 1966–1978 odehrál rekordních 62 zápasů, z nichž byl ve 24 kapitán za Dánskou fotbalovou reprezentaci. V květnu 1978 překonal rekord Benta Hansena, 58 zápasů za Dánskou fotbalovou reprezentaci. Svou mezinárodní kariéru ukončil v září 1978, poté co překonal tento rekord 62 mezinárodních zápasů. V srpnu 1981 tento rekord překonal Per Røntved.